# Клуб гашишистов

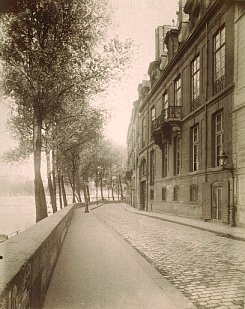
Отель де Лозен, набережная д’Анжу, 17, 1864 год

«Клуб гашишистов» (фр. Le Club des Hashischins) — парижский литературно-художественный салон 1840-х годов. Был организован по инициативе психиатра Жака Жозефа Моро де Тура, проводившего опыты по воздействию гашиша на психику.

## История клуба
Члены клуба собирались в красной гостиной отеля Лозен на острове Сен-Луи в самом центре Парижа, переодевались в арабские бурнусы и пили крепкий кофе. Все желающие могли также употребить давамеск, который Моро де Тур получал из Алжира, но это не было обязательным условием членства в Клубе.
Либеральный салон с экзотическими обычаями привлек внимание многих выдающихся литераторов Франции. Наиболее активными членами клуба были тридцатилетние Теофиль Готье, написавший в 1846 году новеллу «Клуб гашишистов», и Жерар де Нерваль, двадцатилетний Шарль Бодлер и сорокалетний Александр Дюма-отец, написавший в этот период свой знаменитый роман «Граф Монте-Кристо».
«Граф Монте-Кристо» содержит сведения о воздействии гашиша — главный герой романа является знатоком и любителем этого редкого в те годы препарата. В тексте упоминается, что он употребляет египетский давамеск и самодельные пилюли из гашиша с опиумом, смешанных в равных долях (как снотворное). Действие давамеска подробно описано в X главе II части I тома («Синдбад-Мореход»): здесь граф Монте-Кристо угощает им молодого барона Франца д’Эпине, через которого рассчитывает войти в высший свет Парижа. Через некоторое время Франц чувствует, «что с ним происходит странное превращение. Вся усталость, накопившаяся за день, вся тревога, вызванная событиями вечера, улетучивались, как в ту первую минуту отдыха, когда ещё настолько бодрствуешь, что чувствуешь приближение сна. Его тело приобрело бесплотную легкость, мысли невыразимо просветлели, чувства вдвойне обострились». Вскоре он впадает в онейроидный галлюциноз романтико-эротического содержания, в ходе которого постепенно засыпает.
Второй том романа написан Александром Дюма в 1844 году. В нём отразились личные впечатления автора от посещений «Клуба Ассасинов», где он имел возможность попробовать давамеск. По свидетельствам современников, Дюма ел это снадобье очень охотно, а после употребления становился чрезвычайно болтлив. За период существования «Клуба» им были написаны многие знаменитые произведения — в частности, все три романа о мушкетёрах.
«Клуб гашишистов» иногда тайно посещали «живые классики» Оноре де Бальзак и Виктор Гюго, которые избегали принимать давамеск, но охотно участвовали в общих беседах.
Клуб просуществовал с 1844 по 1849 год, в течение которых его успели посетить почти все знаковые фигуры французской культуры тех лет. Многие из них впоследствии упоминали о «Клубе» в своих воспоминаниях, но мало кто признавался, что пробовал давамеск.